# Propiltiouracil
Propiltiouracil (PTU, 6-n-propiltiouracil, PROP) je lek izveden iz tiouracila koji se koristio za tretiranje hipertiroidizma (uključujući Gravesovu bolest). On deluje tako što umanjuje količinu tiroidnog hormona koji proizvodi štitasta žlezda. Njegove nuspojave obuhvataju rizik od agranulocitoze.
FDA je 2009. objavila upozorenje kojim je informisala zdravstvene radnike o riziku od ozbiljnog oštećenja jetre, uključujući zatajenje jetre i smrt, pri upotrebu propiltiouracila. Posledica toga je da propiltiouracil nije više preporučen kao lek prvog izbora.

## Hemijska sinteza
Propiltiouracil se može pripremiti iz etil 3-oksoheksanoata i tioureje.

## Spoljašnje veze
- „Clinical Pharmacology Online Database”. Архивирано из оригинала 16. 12. 2007. г.

|  | Molimo Vas, obratite pažnju na važno upozorenje u vezi sa temama iz oblasti medicine (zdravlja). |